# Jorginho Putinatti
Jorginho Putinatti, brazilski nogometaš, * 23. avgust 1959, Marília, Brazilija.
Za brazilsko reprezentanco je odigral 16 uradnih tekem in dosegel dva gola.